# 日本工学院アリーナ
日本工学院アリーナ（にほんこうがくいんアリーナ、英語: Nihon Kogakuin Arena）は、東京都大田区に所在する多目的ホールである。施設は日本工学院専門学校の2号館地下に所在し、学校法人片柳学園が所有している。メインアリーナは地下4階。バスケットボールコート最大4面の広さを持ち、可動式のステージ、客席を完備。
日本工学院専門学校や東京工科大学など片柳学園系列校の学内行事だけでなく、学園外のバスケットボールやコンサート、テレビ番組の収録にも利用されている。
2024年4月1日に、片柳アリーナ（かたやなぎアリーナ）から改称された。

## 概要
学校法人片柳学園創立70周年事業の一環としてキャンパスの再開発。
片柳学園以外でも外部での利用が多くあり、日本高校ダンス部選手権決勝大会やプロバスケットボールリーグ・B.LEAGUEのアースフレンズ東京Zの一部試合やプレイオフで試合会場として使用されている。
またテレビ番組収録も頻繁に行われることもあり、『全国高等学校クイズ選手権』、『全日本歌唱力選手権 歌唱王』、『欽ちゃん&香取慎吾の全日本仮装大賞』（いずれも日本テレビ）、『18祭』（NHK）などで使用されている。